# كوتشة بيشة (مقاطعة فريدونكنار)
كوتشة بيشة (بالفارسية: کوچک بیشه محله) هي منطقة سكنية تقع في مازندران في إيران. يقدر عدد سكانها بـ 939 نسمة .